# Oslogjengen

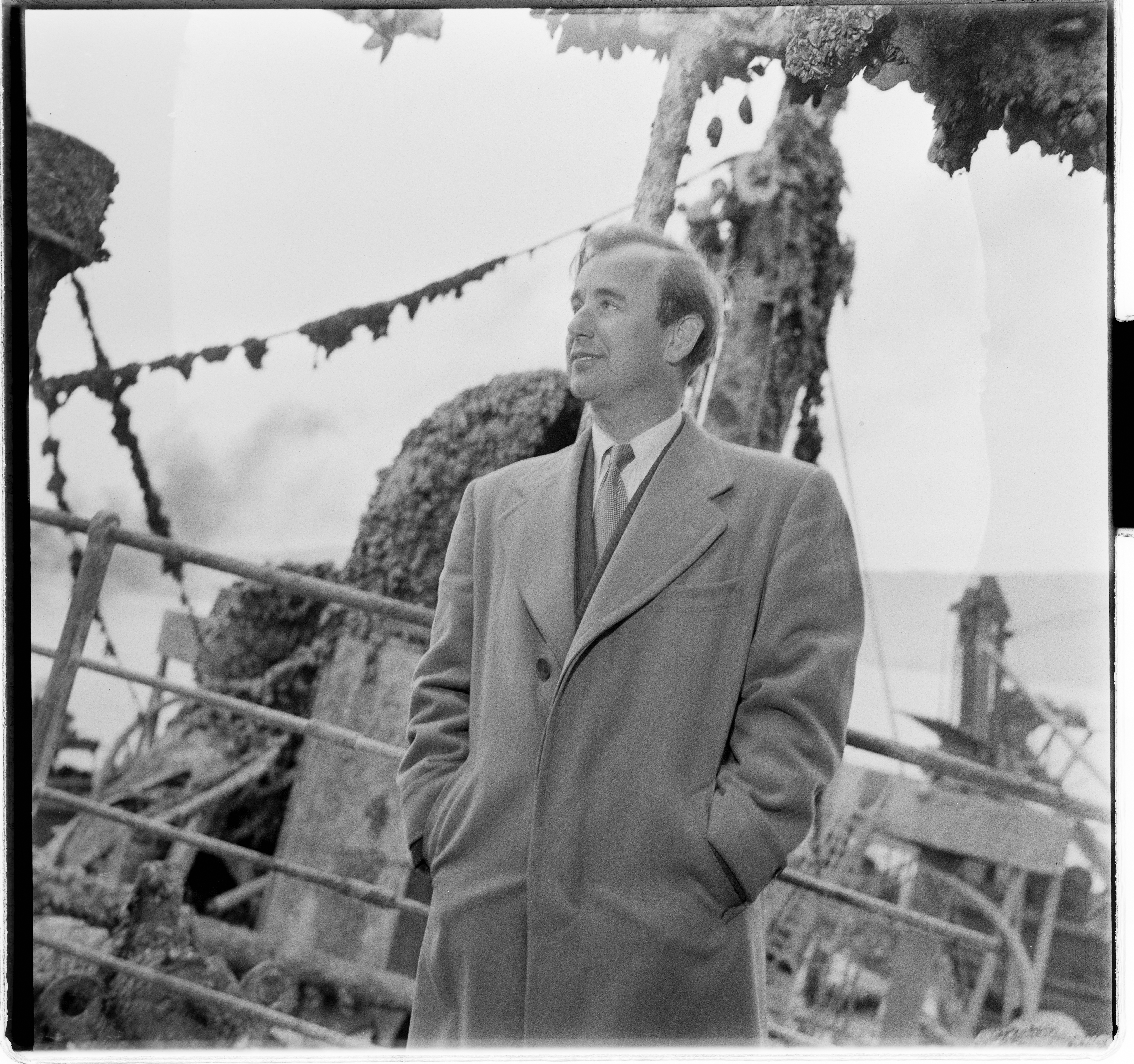
Max Manus della Kompani Linge ritratto nel 1952.

La Oslogjengen, letteralmente gang di Oslo, detto anche Distaccamento di Oslo della Kompani Linge e guidato da Max Manus e Gunnar Sønsteby, fu una formazione della Resistenza norvegese attiva dal marzo del 1944 al maggio del 1945 con una serie di eclatanti sabotaggi ai danni delle truppe occupanti.

## Storia

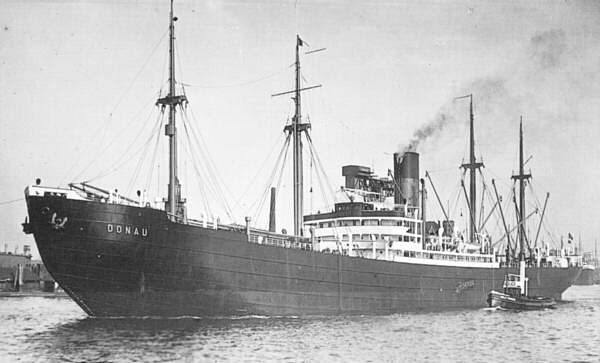
Il piroscafo «Donau», fotografia del 1930 circa, venne fatta esplodere in un sabotaggio da uomini rana dell'Oslogjengen a Drøbak.

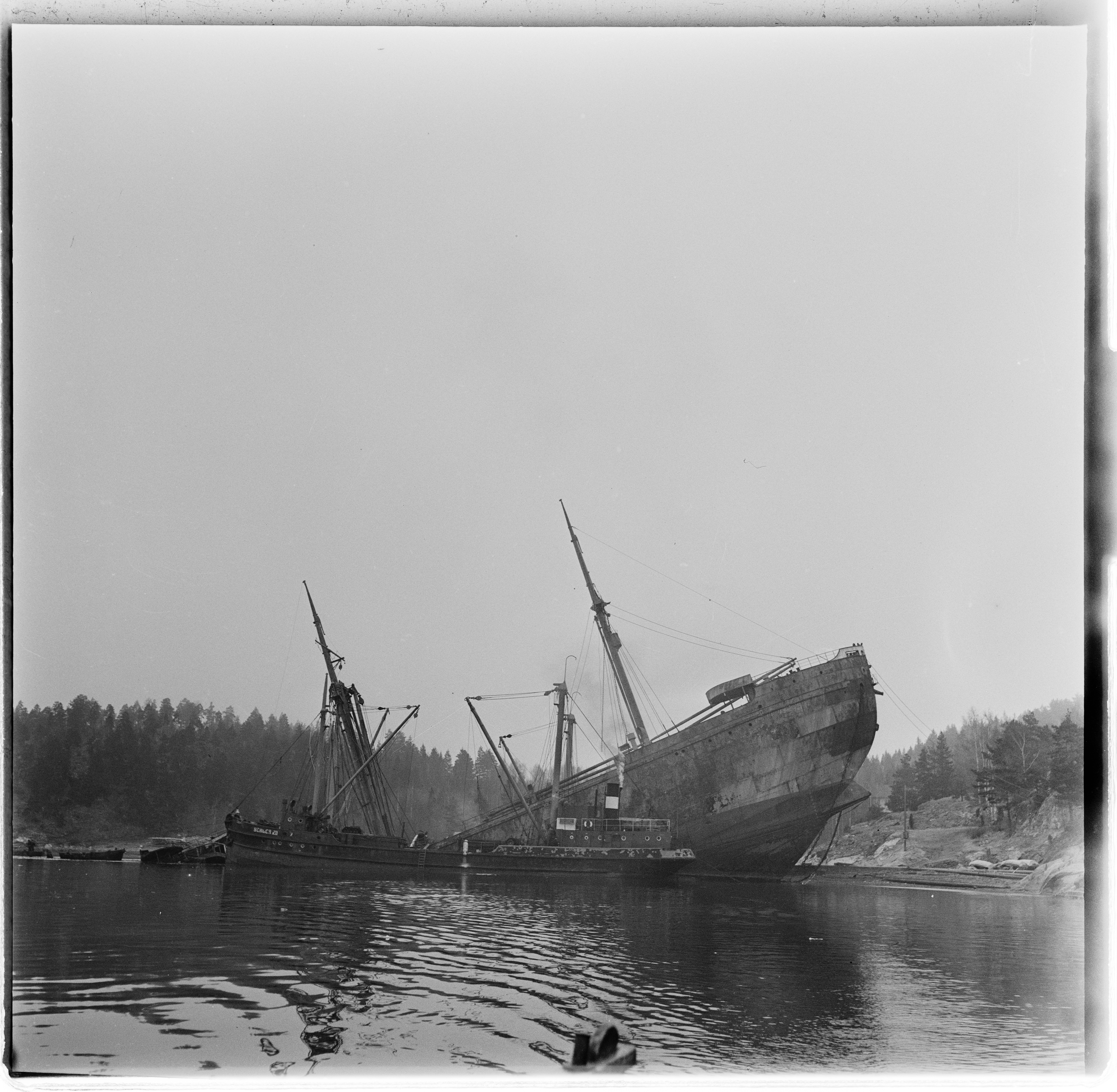
Il 16 gennaio 1945 i sabotatori Roy Nilsen e Max Manus minarono la nave a Drøbak. La foto del 1952 mostra il relitto ancora sul posto.

Le operazioni del gruppo, formato da dieci persone in tutto, vennero dirette anche verso le strutture amministrative che avrebbero dovuto gestire nel maggio del 1944 la chiamata delle classi 1921, 1922 e 1923 al "dovere lavorativo nazionale", ed in precedenza a fronte di un tentativo di chiamata alle armi di 75.000 norvegesi da inviare sul fronte russo. Il gruppo decise di opporsi, distruggendo i macchinari per la catalogazione e l'ordinamento delle schede il 18 maggio 1944 ed il 17 giugno 1944, e devastando l'ufficio anagrafe al Akersgaten 55 di Oslo. 
Altro attentato fu quello che portò all'affondamento del piroscafo Donau il 16 gennaio 1945; questa nave veniva usata per la deportazione degli ebrei norvegesi, e due uomini rana, Max Manus dell'Oslogjengen e Roy Nilsen della Milorg, lo minarono e fecero saltare nel proto di Drøbak.
Poi il contrabbando delle matrici per la stampa delle corone norvegesi,; il furto di 75.000 libretti del razionamento, che mise sotto pressione le autorità e fermò una minaccia del taglio delle razioni; la distruzione di un impianto di produzione di acido solforico a Lysaker; la distruzione di diversi cannoni Bofors, un cannone da campo e di diversi macchinari per l'industria nella fabbrica d'armi Kongsberg Våpenfabrikk di Kongsberg; un grosso incendio in un deposito d'olio nel porto di Oslo che distrusse una grande quantità di oli lubrificanti e di altri oli speciali.
Inoltre, per paralizzare la produzione tedesca di esplosivi, venne effettuata un'operazione contro due fabbriche di acido solforico (Norsk Svovelsyrefabrikk e Lysaker kemiske Fabrik A/S) nel giugno del 1944. nell'agosto 1944 un'operazione contro un deposito di una compagnia tranviaria a Korsvoll causò la distruzione di 25 caccia Messerschmitt e 150 motori di aereo. Una locomotiva della ferrovia di Thamshavn danneggiata ed inviata ad Oslo per riparazione, venne ulteriormente danneggiata alla Skabo Jernbanevognfabrikk nel settembre del 1944. Altri attacchi contro Raufoss Ammunisjonsfabrikk e la distruzione di una grande fornitura di cuscinetti a sfera.
Alla fine della guerra, con la resa tedesca, il gruppo fece da guardia reale nell'occasione del rientro del sovrano norvegese Haakon VII dall'esilio.
Una lista di attentati compiuti dal gruppo:
- Operazione Mardonius – Affondamento di navi nel porto di Oslo
- Attentato alla Derby
- Operazione Bundle
- Attentato alla Bjølsenhallen
- Attentato alla Kongsberg Våpenfabrikk
- Affondamento della «Donau»

## Membri
- Andreas Aubert
- Viggo Axelssen
- Gregers Gram
- Henrik Hop
- William Houlder
- Max Manus
- Martin Olsen
- Arthur Pevik
- Birger Rasmussen
- Tor Stenersen
- Gunnar Sønsteby
- Edvard Tallaksen
- Halvor Haddeland

## Media
Nel 2008 venne girato un film, Max Manus, dedicato alle imprese della Oslogjengen.

## Caduti
- Gregers Gram sottotenente, ( morto dopo l'arresto il 13 novembre 1944)
- Edvard «Tallak» Tallaksen, sottotenente, (arrestato il 13 novembre 1944, morto il 29 novembre)
- Tor Stenersen, tenente, (affogato vicino alla fortezza di Akershus nell'aprile 1944)